# Antwon Hoard
Antwon Hoard (* 30. November 1972 in Chicago) ist ein ehemaliger US-amerikanisch-französischer Basketballspieler.

## Laufbahn
Hoard spielte in seinem Heimatland nahe Chicago für die Mannschaft des South Suburban College und von 1992 bis 1994 im Bundesstaat Kentucky für die Murray State University.
Seine Laufbahn als Berufsbasketballspieler begann er in Finnland bei Pantterit Helsinki. Für die Mannschaft erzielte Hoard 1994/95 im Durchschnitt 31,9 Punkte und 11 Rebounds je Begegnung. Es folgte ein Jahr bei MKS MOS Mazowszanka Pruszków in Polen.
Ab 1996 spielte Hoard in Frankreich, zunächst beim Zweitligisten Pontoise Basket Club. Auch dort erzielte er hohe Punktewert, in der Saison 1997/98 waren es 29,3 je Begegnung. In Frankreichs erster Liga stand er 2000/01 bei ALM Évreux unter Vertrag. 2001/02 war er bei Hyères Toulon Var Basket wieder in der zweiten Liga beschäftigt. Im Oktober 2002 zog es Hoard nach Italien zum Zweitligaverein Pallacanestro Pavia.
In Folge seiner Rückkehr nach Frankreich spielte Hoard lange für Besançon Basket Comté Doubs. 2003 war der Verein dank einer Aufstockung des Teilnehmerfeldes in die erste Liga zurückgekehrt. Er wurde in Besançon Kapitän, verpasste Teile der Saison 2003/04 wegen einer Knieverletzung und stieg mit der Mannschaft 2004 ab. 2006 gelang die Rückkehr in die höchste Spielklasse Frankreichs, 2007 folgte abermals der Abstieg. In der Saison 2007/08 gewann Hoard mit Besançon den Meistertitel in der zweiten Liga und wurde als bester Spieler der Finalserie ausgezeichnet. Er ging mit der Mannschaft wieder in die erste Liga, am Ende der Saison 2008/09 stand für Hoard und seine Mitspieler erneut der Abstieg.
Im Alter von 37 Jahren schloss er sich dem Zweitligisten Boulazac Basket Dordogne an. Zum Abschluss seiner Laufbahn im Leistungsbasketball stand Hoard in Diensten des Drittligisten Liévin Basket 62.

### Familie
Mit der ehemaligen französischen Basketballspielerin Katia Foucade hat Hoard zwei Kinder: Tochter Anaïa Hoard wurde mit Frankreichs Jugendauswahl U16-Europameisterin im Basketball und machte sich später als Künstlerin einen Namen. Sohn Jaylen Hoard wurde wie der Vater Berufsbasketballspieler.